# Lövås
Lövås is een plaats in de gemeente Gislaved in het landschap Småland en de provincie Jönköpings län in Zweden. De plaats heeft 53 inwoners (2000) en een oppervlakte van 11 hectare.